# Solberga socken, Skåne
Solberga socken i Skåne ingick i Vemmenhögs härad, ingår sedan 1971 i Skurups kommun och motsvarar från 2016 Solberga distrikt.
Socknens areal är 6,18 kvadratkilometer varav 6,01 land. År 2000 fanns här 142 invånare. Herrgården Torsjö, tätorten Tånebro samt kyrkbyn Solberga med sockenkyrkan Solberga kyrka ligger i socknen. 

## Administrativ historik
Socknen har medeltida ursprung.
Vid kommunreformen 1862 övergick socknens ansvar för de kyrkliga frågorna till Solberga församling och för de borgerliga frågorna bildades Solberga landskommun. Landskommunen uppgick 1952 i Rydsgårds landskommun som uppgick 1971 i Skurups kommun. Församlingen uppgick 2002 i Villie församling.
1 januari 2016 inrättades distriktet Solberga, med samma omfattning som församlingen hade 1999/2000.  
Socknen har tillhört län, fögderier, tingslag och domsagor enligt vad som beskrivs i artikeln Vemmenhögs härad. De indelta soldaterna tillhörde Södra skånska infanteriregementet, Vemmenhögs kompani.

## Geografi
Solberga socken ligger väster om Ystad med Skivarpsån i öster. Socknen är en odlad småkuperad slättbygd på Söderslätt.

## Fornlämningar
Från bronsåldern finns gravhögar. En runsten finns vid Torsjö. 

## Namnet
Namnet skrevs 1447 Solberig och kommer från kyrkbyn. Namnet tolkas som 'det solbelysta berget'.